# Asota versicolor
Asota versicolor är en fjärilsart som beskrevs av Fabricius 1793. Asota versicolor ingår i släktet Asota och familjen nattflyn. Inga underarter finns listade i Catalogue of Life.